# Blaesoxipha turkensis
Blaesoxipha turkensis är en tvåvingeart som först beskrevs av Carroll William Dodge 1965.  Blaesoxipha turkensis ingår i släktet Blaesoxipha och familjen köttflugor. Inga underarter finns listade i Catalogue of Life.